# Ogrody (Kałków)
Ogrody – część wsi Kałków w Polsce położona w województwie mazowieckim, w powiecie lipskim, w gminie Ciepielów.
W latach 1975–1998 Ogrody administracyjnie należały do województwa radomskiego.